# Jean Le Fèvre
Jean Le Fèvre   (Lisieux, 9 d'abril de 1652 - París, 1706) va ser un astrònom francès.
No es coneix pràcticament res dels primers anys de la vida de Le Fèvre fins al 1682. Nascut a Lisieux, va ser batejat el dia 9 d'abril de 1652 i sembla que va ser teixidor fins que es va traslladar a París quan ja tenia mes de trenta anys. El 1685, a instàncies de Jean Picard, se li va encarregar l'edició de l'almanac astronòmic titulat Connaissance des temps que havia començat a editar anualment Joachim d'Alencé el 1679. El 1702, però, es va veure involucrat en una disputa amb Philippe de la Hire i, sobre tot, amb el seu fill Grabriel Philippe de la Hire, a qui va acusar de plagi. A partir d'aleshores l'almanac va ser publicat directament per l'Acadèmie des Sciences, i es perd la pista de Le Fèvre, qui se suposa va morir uns anys més tard.